# Alexis Henri de Châtillon
Pour les articles homonymes, voir Châtillon.
Alexis-Henri de Châtillon (1652-1737) est un militaire d'Ancien Régime, et la personnalité la plus proche de l'entourage de Philippe d'Orléans, frère cadet de Louis XIV,.

## Biographie
Alexis-Henri de Châtillon est né le 5 mai 1652. Il est issu d'une maison très ancienne, qui a tiré son nom de Châtillon-sur-Marne, de rang élevé, mais d'une branche modeste, pour ne pas dire pauvre. Second fils de François de Châtillon, seigneur de Bois-rogues, et de Madelaine-Françoise Honoré, il est d'abord qualifié comme seigneur de Chantemerle et de la Rambaudière. Il est le frère aîné de Magdelaine-Angélique-Marie de Châtillon.
Philippe d'Orléans l'attacha à sa personne en lui donnant, en 1673, la charge de premier Gentilhomme de sa Chambre,, puis en 1674, celle de capitaine de sa Garde.
Il fut nommé gouverneur de la ville de Chartres en 1683, par Monsieur.
Il ne prit le titre de marquis qu'après son mariage, en 1685.
Il servit dans l'armée comme mestre de camp du régiment de Chartres, puis fut promu en 1690 au grade de général de brigade selon les uns, à celui de brigadier selon les autres. Entre-temps, il avait reçu la dignité de Chevalier des Ordres du Roi, en 1689
Il fut pourvu de la charge de maréchal de camp le 30 mars 1710,, et servit au siège de Fribourg (1713). Il fit ensuite le siège de Barcelone où il monta la tranchée le 17 juillet 1714. Il ouvrit encore, le 27 août, la tranchée devant cette ville, qui capitula le 11 septembre.
Hyacinthe Rigaud a fait son portrait, mais sa localisation reste à ce jour inconnue.
Il mourut au château de la Rambaudiere en Poitou[Où ?] le 17 mars 1737,.

En 1685, déjà riche, il avait épousé par amour Mlle de Pienne. 

« C'était sans contredit, le plus beau couple de la cour, et le mieux fait, et du plus grand air. »

— Saint-Simon, XIII 107

## Son épouse Marie-Rosalie
Marie-Rosalie de Brouilly (-1735), fille cadette du marquis de Pienne, se marie au comte de Châtillon le 18 mars 1685. Elle devint dame d'atours de la duchesse d'Orléans.

« M. de Châtillon, qui était l'homme de France le mieux fait, et dont la figure fit sa fortune chez Monsieur, en obtient malgré Madame, cette place de dame d'atours [pour son épouse] quand Mme de Durasfort mourrut… »

— Saint-Simon, XIV 120
Saint-Simon nous apprend dans ses mémoires qu'ils « se brouillèrent et se séparèrent à ne se jamais revoir. » Séparée de son mari en 1693, elle démissionna de sa charge en 1706 et mourut en 1735 à l'âge de 70 ans.

## Son frère aîné Claude-Elzéar
Le frère aîné de Châtillon était membre de la Garde du corps royale, et utilisa sa proximité pour plaider devant le roi combien il trouvait injuste que sa carrière (en tant que fils aîné) n'ait pas été avancée au service du roi, alors que celle de son frère cadet l'avait été au service de Monsieur. Le roi répondit : 

« On fait fortune au service de mon frère par certains moyens qui feraient perdre sa faveur si l'on était employé dans le mien. »

## Distinctions
- Chevalier de l'ordre du Saint-Esprit (1688)